# Fräulein Rosa Herz

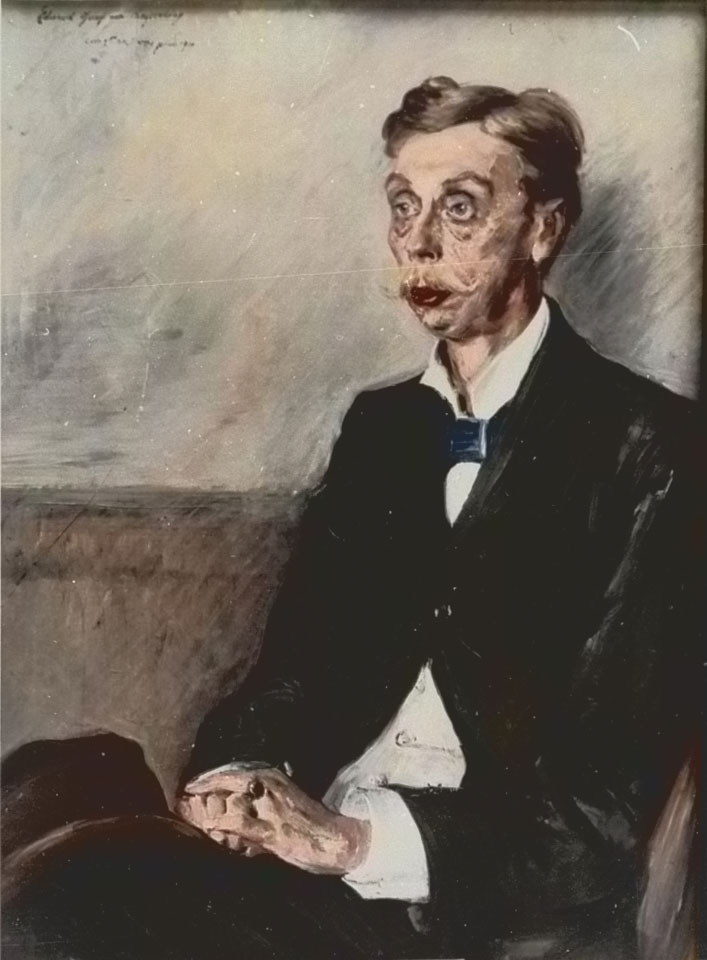
Lovis Corinth:
Eduard Graf von Keyserling
- 1855 † 1918

Fräulein Rosa Herz. Eine Kleinstadtliebe ist ein Roman von Eduard von Keyserling, der 1887 im Verlag von Heinrich Minden in Dresden erschien.

## Handlung
Der Balletttänzer Ernst Herz reist mit seiner Gattin, der Balletttänzerin Zerline Herz, durch die Lande. Die Frau stirbt bei der Geburt der einzigen Tochter Rosa. Herr Herz, „eine schmale, kummervolle Gestalt“, verarmter Sohn eines Schustermeisters, beendet sein unstetes Leben und schlüpft in seinem Geburtsort bei der Schwester Fräulein Ina Herz unter. In jener nicht benannten Kleinstadt gibt er wöchentlich ein paar Stunden Turnunterricht. Nachdem die Schwester gestorben ist, führt Agnes Stockmaier aus Tiglau den Haushalt des Tänzers.
Fräulein Ina war zu Lebzeiten mit Fräulein Schank, Vorsteherin der städtischen Töchterschule, befreundet gewesen. In dieser Lehranstalt muss Rosa, nun ein 16-jähriges schönes Mädchen, sich unter anderem mit Französisch quälen.
Der Bürgermeister, Herr Lanin, Inhaber des ersten Kolonialwaren-Geschäftes am Platze, will seine Tochter Sally – das ist eine Freundin Rosas – mit einem Verwandten, dem kräftigen jungen Ambrosius Tellerat, verheiraten. Die Frau Bürgermeisterin ist die Schwester des reichen Kommerzienrates Tellerat. Der hübsche Ambrosius reist an. Im Geschäft wird ihm als erster Kommis der Vorrang vor dem jungen Ladendiener Conrad Lurch gegeben. Die Tagesarbeit als Handlungsdiener langweilt Ambrosius. Er findet Sally albern und beschließt, Rosa Herz zu lieben. Rosa geht darauf ein. Die Schülerin wird zu einem Ball eingeladen, den Sally im Laninschen Hause veranstaltet. Frau Lanin will etwas Plebejisches an der reizenden Rosa bemerken.
Familie Lanin ist entrüstet, als fast die ganze Kleinstadt über Ambrosius und Rosa herzieht. Bürgermeister Lanin redet dem Neffen ins Gewissen. Rosa gehöre gesellschaftlich tiefer stehenden Kreisen an. Ambrosius hört nicht. Er möchte Rosa besitzen. Das Mädchen ist einverstanden, stellt jedoch zwei Bedingungen. Zuvor müssten beide heiraten und fortgehen – weit weg; nicht nach Paris. Das erinnert Rosa an die Französisch-Stunden bei Fräulein Schank. Wien wäre besser als Frankreich. Wieder wird Ambrosius vom Bürgermeister zur Rede gestellt. Der Untergebene verspricht seinem Prinzipal, Rosa nicht zu heiraten. Der Bürgermeister und Fräulein Schank haben Lösungen für das leidige Problem parat. Herr Lanin will Ambrosius aus dem Städtchen haben; ihn nach Hause expedieren. Fräulein Schanks Aktivitäten gehen in die entsprechende Richtung. Sie hat eine Stelle für Rosa. Das Mädchen soll eine Stelle als Bonne in Russland annehmen.
Ambrosius reist tatsächlich. Zuvor überstürzen sich die Ereignisse. Am Vorabend seiner Abreise Ende September gibt sich Rosa Ambrosius hin. Ambrosius will dem schönen Mädchen, das er verführt hat und nun besitzt, etwas bieten. Bei einem Wucherer will er sich Geld für eine heimliche Vergnügungsreise zu zweit borgen. Sicherheit wird verlangt. Conrad Lurch, der nicht viel Geld besitzt, gibt sich als Bürge her. Für seine Unterschrift darf er Rosa ein einziges Mal auf den Mund küssen. Der Bürgermeister kommt dem Fluchtplan zuvor und trennt das Liebespaar. Rosa steht allein da. „Der Durst nach Freuden hatte sie kopflos ins Unglück getrieben.“ Ambrosius geht mit seinem Vater nach Italien und soll eine andere heiraten. Der Kommerzienrat will Rosa finanziell unterstützen, wenn sie nach Russland geht. Rosa lehnt ab.
Conrad Lurch wird entlassen, nachdem der Bürgermeister vom Wucherer einen Wink erhalten hat. Lurch macht Rosa einen erpresserischen Heiratsantrag. Die werdende Mutter wendet sich angewidert ab. Lurch wählt den Freitod.
Agnes Stockmaier bringt Rosa im Winter zu ihrer Schwester, der Hebamme Frau Böhk, nach Tiglau. Im Juni wird Rosa von einem Jungen entbunden. Das Kind lebt nur wenige Wochen und wird in Tiglau beerdigt. Rosa geht zurück zu ihrem Vater. Dieser stirbt. Rosa überwindet sich. Sie ersucht das ungeliebte Fräulein Schank um Hilfe. Wieder findet das Fräulein nach ziemlich kurzer Zeit eine Lösung. Rosa reist nach Moskau ab. Dort in Russland hat sie eine Stelle als Kindermädchen in einer Kaufmannsfamilie.

## Zitat
- „Sterne standen schon am Himmel, ganz blaß und silbern in der Dämmerung der Frühlingsnacht. Drüben in den Birken schlugen zwei Nachtigallen, und in der Ferne hörte man abgerissene Töne eines Liedes. Rosa blieb stehen und horchte. War es nicht Martha[A 1], die sang? Dort ging sie ja. Hinter den Pappeln stand am Himmel noch ein Streifen milden Goldes; von diesem lichten Streifen hob sich Marthas Gestalt scharf ab; ihr Bündel in der Hand, das flatternde weiße Tuch auf dem Kopf, schwankte sie ein wenig beim Gehen – und von dort kamen die Töne. Rosa mußte ihr nachschauen, bis sie in der Dämmerung verschwand. ‚Martha‘, sagte sich Rosa, ‚geht mutig ihrer Liebe nach. Mir ist nie der Gedanke gekommen, meiner Liebe nachzugehen...‘“[6]

## Form
Bereits in diesem Frühwerk ist der spätere, seine Sprache beherrschende Autor an mehreren Keyserling-Charakteristika deutlich erkennbar.
- Dem Bedürfnis eines Lesers, der unkomplizierte Romanstruktur schätzt, wird entsprochen.
- Dabei erscheint der Bau des Romans nur simpel; ist es aber nicht. So wird das Element der Wiederholung in Verbindung mit Nebenfiguren und Nebenhandlungen eingesetzt, wenn der Leser erkennen soll, was Rosa Herz im Leben eigentlich falsch gemacht hat. Da wird zum Beispiel Herweg Kollhardt[A 2] mehrfach erwähnt und zwar anfangs eindringlich, später dann jedes Mal nur ganz kurz. Der hastige Leser hat in der zweiten Romanhälfte Herweg längst aus den Augen verloren und muss sich rückbesinnen beziehungsweise nachdenken.
- Tiefere psychologische Durchdringung wird durch knappe, wiederkehrende Einbeziehung der Landschaft in die innerste Handlung erreicht (siehe auch das oben aufgeführte Zitat).

Freilich bemerkt der aufmerksame Leser kleine Anfängerschwächen. Zum Beispiel lässt Keyserling ein einziges Mal dem Erzähler das Wörtchen „ich“ entschlüpfen. Oder der Erzähler kann sich mitunter unangebrachte Wertungen nicht verkneifen: „... erfüllte sie [Rosa Herz] jeden Punkt ihres törichten Planes.“